# Златна антена за најбољу ТВ серију
Награда Златна антена за најбољу ТВ серију додељује се једном годишње за најбољу српску телевизијску серију емитовану на националним телевизијама у току претходне године. Доделу организује ФЕДИС (Фестивал домаћих играних серија). Награду додељује стручни жири који чине четири имена из света телевизије.
Златна антена је једина (уједно и најпрестижнија) награда која се додељује за српске серије.

## Добитници

### 2010
| Година | Добитник                   | Номиновани                                                               |
| ------ | -------------------------- | ------------------------------------------------------------------------ |
| 2010.  | Село гори, а баба се чешља | Мирис кише на Балкану Из икса у икс Наша мала клиника Тотално нови талас |

### 2011-2020
| Година | Добитник                  | Номиновани |
| ------ | ------------------------- | --- |
| 2011.  | Монтевидео, Бог те видео! | Будва на пјену од мора Војна академија Жене са Дедиња Плави воз Заувек млад Тајна нечисте крви Певај, брате!                     |
| 2012.  | На путу за Монтевидео     | Фолк Звездара Певај, брате! Друг Црни у НОБ-у Јагодићи                                                                           |
| 2013.  | Монтевидео, видимо се!    | Равна гора Фолк Војна академија                                                                                                  |
| 2014.  | Бранио сам младу Босну    | Јагодићи: Опроштајни валцер Улица липа Једне летње ноћи Звездара                                                                 |
| 2015.  | Чизмаши                   | Андрија и Анђелка Прваци света Вере и завере Комшије Немој да звоцаш                                                             |
| 2016.  | Убице мог оца             | Santa Maria della Salute Војна академија Село гори, а баба се чешља Државни посао Сумњива лица Немој да звоцаш Андрија и Анђелка |
| 2017.  | Сенке над Балканом        | Истине и лажи Мамини синови Убице мог оца Пси лају, ветар носи Шифра Деспот Немањићи — рађање краљевине Комшије Сумњива лица     |